# Anna Ståhl
Anna Kristina Ståhl, född 26 augusti 1988 i Ystad, är en svensk skådespelare, sångare, dansare och gymnast.

## Karriär

### Gymnastik
Anna Ståhl har tränat och tävlat som truppgymnast mellan 1992 och 2013. Bland annat kan nämnas att hon år 2010 och 2011 blev svensk mästare i Truppgymnastik i mixt-klassen. 2010 var hon även med i landslaget och representerade Sverige på EM i truppgymnastik i Malmö.  Sedan 2012 är hon även utbildad Personlig Tränare, PT, och kostrådgivare.

### Dans
Mellan åren 2008 och 2012 vidareutbildade sig Anna Ståhl på Dansforum i Göteborg och deltog i yrkesutbildningen Performing Arts School som är en komplett artistutbildning inom sång, dans och teater

### Teater
Inom Ystads Sommarteater har Anna genom åren haft många roller i barn- och ungdomsföreställningarna sedan 2002 då hon började sin teaterkarriär som Lilla gubben i Pippi Långstrump. Därefter har det blivit både större och mer betydande roller. Anna har även aktivt deltagit i föreningen som ledare för teaterläger för barn och 2012 och 2013 varit kreativ ledare och regissör för Ystad Sommarteaters stora föreställningar både sommartid vid Sommarteaterns scen vid Åbergs Trädgård samt de föreställningar som gjorts på Ystads Teater.

### Musik
Som sångutbildad på bland annat Performing Arts School så har Anna Ståhl sedan 2012 varit musikansvarig och ledare för sånginsatserna på Ystads Sommarteater. 2013 inledde Anna Ståhl ett samarbete med producenten McIvar och målet var att spela in Sommarteaterns musikal-låtar på skiva. Tack vare McIvars projekt C.A.M.P. så blev en naturlig sångsolist på en remix av låten Deep Desire som släpptes som EP/Singel enbart via digitala medier i januari 2014.

## Priser och utmärkelser
- Svensk mästare Truppgymnastik - 2010
- Svensk mästare Truppgymnastik - 2011

## Produktioner

### Teateruppsättningar
| År   | Roll                          | Produktion                      | Regi | Teater                              |
| ---- | ----------------------------- | ------------------------------- | ---- | ----------------------------------- |
| 2002 | lillagubben                   | Pippi Långstrump                |      | Ystads Sommarteater                 |
| 2003 | Märta                         | Sound of music                  |      | Ystads Sommarteater                 |
| 2004 | Martok                        | Anastasia                       |      | Ystads Sommarteater                 |
| 2005 | Jesper                        | Folk och rövare i Kamomillastad |      | Ystads Sommarteater                 |
| 2006 | Pumba                         | Lejonkungen                     |      | Ystads Sommarteater                 |
| 2007 | Prins John                    | Robin Hood                      |      | Ystads Sommarteater                 |
| 2009 | Franskan                      | Bombi Bitt                      |      | Ystads Sommarteater                 |
| 2009 | Skalle-Per                    | Ronja Rövardotter               |      | Ystads Sommarteater                 |
| 2009 | Kör                           | Swedish Seafood-award           |      | Göteborgsoperan                     |
| 2010 | Mamma Gräddnos                | Pelle Svanslös                  |      | Ystads Sommarteater                 |
| 2011 | Fröken Jansson                | Ture Sventon                    |      | Ystads Sommarteater                 |
| 2011 | Dansare/kör                   | MaryKay-galan                   |      | Scandinavium, 2entertain            |
| 2011 | Dansare                       | Modevisning Charlotte           |      | Charlotte, Göteborg                 |
| 2011 | Dansare                       | Blues Mothers                   |      | Svenska Mässan                      |
| 2012 | Skådespelare                  | Sleeping Beauty Airlines        |      | Dansforum,Göteborg                  |
| 2012 | Sångare/dansare               | Collage                         |      | PAS-Lorensbergsteatern              |
| 2012 | Musikansvarig, regiassistent  | Peter Pan                       |      | Ystads Sommarteater                 |
| 2013 | Drottningen                   | Snövit                          |      | Ystads Sommarteater                 |
| 2013 | Sångare/dansare               | Din Jul                         |      | Ystads Teater - Ystads Sommarteater |
| 2014 | Hjärterdam (Röda Drottningen) | Alice i Underlandet             |      | Ystads Teater - Ystads Sommarteater |
| 2014 |                               |                                 |      |                                     |
| 2015 | Apan                          | Djungelboken                    |      | Ystads Teater - Ystads Sommarteater |

### EP/Singlar
- 2014 - C.A.M.P. feat. Anna Ståhl - Deep Desire